# Петер, Эрих
Эрих Петер (нем. Erich Peter; 17 июля 1919, Зальца (под Нордхаузеном) — 11 октября 1987) — военный деятель ГДР, в 1960—1979 годах командующий пограничными войсками ННА ГДР, генерал-полковник (1979 год).

## Биография
Из семьи кузнеца.
После окончания школы обучался в 1933-1936 годах и работал в 1938-1939 годах по профессии слесаря. В 1937—1938 годах проходил службу в Имперской Трудовой Повинности (нем. Reichsarbeitsdienst).
С началом Второй мировой войны Петер был призван в вермахт, в войну служил в танковых частях (10-я танковая дивизия) и в 1943 году в чине унтер-офицера попал в американский плен.
В 1945—1946 годах он снова работает слесарем. В это время Петер вступает в КПГ. А после слияния КПГ и СЕПГ в 1946 году становится членом объединённой СЕПГ. В этом же году он поступает в части Народной полиции. В 1946-1949 годах Петер служит в Нордхаузене.
В 1949-1950 годах проходит специальный курс обучения в Советском Союзе. После своего возвращения в ГДР он в 1950-1956 годах занимает различные посты в Казарменной народной полиции. В 1957 году его направляют на учёбу в Военную академию Генерального штаба Вооружённых сил СССР им. К. Е. Ворошилова.
После своего возвращения он в 1959-1960 годах командует 9-й танковой дивизией, дислоцированной в Эггезине. После этого 15 сентября 1960 года его назначают командующим пограничной полицией ГДР (нем. Chef der Deutschen Grenzpolizei), в тот момент бывшей в подчинении МВД ГДР. 15 сентября 1961 года пограничная полиция была переименована в пограничные войска и передана в ведение министерства национальной обороны, а полковник Эрих Петер стал командующим пограничными войсками ННА ГДР (с 1972 года он стал одновременно и заместителем министра национальной обороны ГДР). Эту должность он занимал вплоть до своего выхода в отставку 1 августа 1979 года. 14 июля 1979 года ему было присвоено звание генерал-полковника.

## Воинские звания
- Генерал-майор — 7 октября 1963 года;
- Генерал-лейтенант — 7 октября 1969 года;
- Генерал-полковник — 14 июля 1979 года.

## Избранные Награды
- Орден Карла Маркса;
- Орден За Заслуги перед Отечеством в золоте;
- Орден Шарнхорста.